# Condado de Magoffin
O Condado de Magoffin é um dos 120 condados do estado americano de Kentucky. A sede do condado é Salyersville, e sua maior cidade é Salyersville. O condado possui uma área de 801 km² (dos quais 0 km² estão cobertos por água), uma população de 13 332 habitantes, e uma densidade populacional de 7 hab/km² (segundo o censo nacional de 2000). O condado foi fundado em 1860.